# Grbavica II
Grbavica II (prije MZ Slobodan Princip Seljo) je mjesna zajednica u općini Novo Sarajevo. Nalazi se na lijevoj obali rijeke Miljacke, između mjesnih zajednica Grbavica I, Trg Heroja i Vraca. Riječni tok je dijeli od mjesne zajednice Željeznička. Na teritoriju Grbavice II situirani su važni kulturni, vjerski i športski objekti, među kojima svakako treba istaknuti Stadion Grbavicu, dom nogometnog kluba Željezničar. Sliku naselja upotpunjuju stambeno-poslovni kompleks Shoping, dvije osnovne škole, glazbena škola, centar za kulturu, te rimokatolička i islamska bogomolja.
Grbavica II je jedino mjesto u BiH u kojoj djeluju isusovci. 2013. na ovom je mjestu započeta gradnja katoličke crkve sv. Ignacija Lojolskog s pastoralnim centrom.
Od 2000. godine ovdje djeluje pučka kuhinja Humanitarno-karitativne organizacije Kruha svetog Ante. Prilagodili su jelovnik u kuhinji za pripadnike svih naroda, svih pet radnih dana u tjednu kuhaju obroke, petkom dijele suhu hranu za vikend. Obroke se prema mogućnostima obogati prigodom vjerskih i državnih praznika. Studenti iz Franjevačkog studentskog doma hrane se u istoj kuhinji.

## Vanjske poveznice
- Stadion Grbavica  Arhivirana inačica izvorne stranice od 20. prosinca 2007. (Wayback Machine)